# 天然少女萬NEXT-横浜百夜篇
『天然少女萬NEXT-横浜百夜篇』（てんねんしょうじょまんネクスト-よこはまゆやへん）は、こしばてつやの漫画作品『天然少女 萬-美想少年・百夜編』（全1巻）を原作として制作されたテレビドラマである。WOWOWのオリジナルドラマ第2弾として、1999年11月25日および11月26日の両日、22:10～23:40に放送された。原作は主人公の学校に転校してきた百夜が男性教諭らと同性愛の関係を結ぶという話だが、このテレビドラマは登場人物のみ借りただけの実質別作品となっている。

## あらすじ
自らをセイント・ヴァンパイアと名乗る吸血鬼たちは、若い女性の生き血を吸って生きるヴァンパイア。目立たない女の子でも美少女に生まれ変わることができると噂される、モデルクラブ「セイント」というモデル事務所を経営していた。しかし、モデル志望の処女たちを勧誘しては次々に毒牙にかけ、ヴァンパイアに変貌させて支配しようと企んでいた。
「セイント」の人気モデル・成井百夜（なるいゆや：永山たかし）は女子高生の憧れの的の美少年であるが、その正体は少女を誘惑する役目を与えられていたヴァンパイア。格闘少女の香田萬（酒井彩名）にとっては、百夜は萬がけんかの特訓を引き受けたたけしの先輩。暴力に否定的のようで自ら不良達を叩きのめす百夜に、奇妙な仲間意識を感じた萬だったが、憧れの念を抱いていることを知って親友・西田真紀（野村恵里）に怪しく近づこうとする百夜に「親友に手を出したらただじゃおかない」と告げる。しかし、「セイント・ヴァンパイア」の命令で真紀を誘い出してヴァンパイアにしてしまう。百夜たち吸血鬼は女に憎しみを抱いていた。ヴァンパイアは500日しか生きられない。
萬のライバル三島里緒菜（一場千秋）も親友の雨宮千秋（山川恵里佳）をヴァンパイアにされたことから、萬と共にヴァンパイアに立ち向かう決意をする。しかし、吸血鬼たちはとても強く、二人は親友に噛まれて自ら吸血鬼となり、セイント・ヴァンパイアたちに戦いを挑む。 。
1. ↑  東京ニュース通信社『週刊TVガイド』1999年11月26日号。

## 書誌情報
- 講談社より1999年4月6日発行。

## ドラマ

### キャスト
- 香田萬：酒井彩名
- 三島里緒菜：一場千秋
- 江田由香里：尾羽智加子
- 西田真紀：野村恵里
- 雨宮千秋：山川恵里佳
- 佳澄：新井裕子
- 亜由美：太田瞳
- 麗：海津知香
- 瀬奈：神谷涼
- 美奈子：松坂紗良
- 映美：安めぐみ

- 神崎マリア：栞
- 滝沢安曇：牧野田彩

- 成井百夜：永山たかし
- 百夜（少年期）：佐久間駿
- 百夜の母：渡辺幸恵
- 百夜ファンの娘：鈴木朝美
- サトシ：益田知紀（松田悟志）
- 健次郎：福薗由布樹
- 秀樹：桐谷健太
- 太一：酒井一広
- 太一（幼児期）：横森天覇
- 太一の母：渡辺浩美
- 榊原：KAZ
- 明：宇野智史
- 晴樹：柏谷みちすけ

- 江田勲：加納典明
- 神／髭面の宣教師：鶴見辰吾
- クラブの男：辻修
- クラブのオヤジ：荒木貴裕
- クラブのDJ：酒元史郎
- チーマー：高野八誠、上泉和三、津野岳彦
- スーパー高校生：中川大輔
- いじめっ子：前田尊臣、岩城貴、西尾勇気、坂本雄樹
- 「セイント」のモデル：菅能真代、中澤一美、音宮つばさ、土師友紀子、関根美寿々
- 白人ヴァンパイア：ブライアン・Ｊ・コリンズ
- 乱暴な外人：キース・Ｅ・ディーンズ、マティアス・ヨハンソン
- 妊婦：松久寿子
- 暴走族 ：伊藤慎、叶雅美、柄沢功、澤浩男、白木隆史、後閑常光、高野弘樹、玉寄兼一郎、TOMO、中村嘉夫、広沢俊、福沢博文、松浦健城、矢部敬三

### 主題歌
- 「When the moon cries」Concerto Moon
- 「夢ならさめないでほしいよ」天然少女EX（出演新人女優11人結成の音楽ユニット）

### スタッフ
- 原作：こしばてつや『天然少女萬-美想少年・百夜編』
- 原案：石田雄治
- 監督：三池崇史
- 脚本：江良至
- 撮影：山本英夫
- 音楽：遠藤浩二
- 制作：石田雄治、橘田寿宏、田中渉
- プロデュース：室岡信明
- CGプロデューサー：坂美佐子
- CGディレクター：小畑正好
- 特殊効果：船橋誠
- 特殊メイク：松井祐一、福田雅朗、三好史洋、山口深雪

### CD
- 天然少女EX『天然少女EX』（1999年11月10日発売 east west japan AMCM-4455）
SONIC DOVEプロデュース。主題歌、挿入歌、インストゥルメンタル11曲を収録。

### ビデオ
- 『天然少女萬NEXT-横浜百夜篇（前編）』（2000年1月19日発売 ポニーキャニオン PCVG-30642）
- 『天然少女萬NEXT-横浜百夜篇（後編）』（2000年1月19日発売 ポニーキャニオン PCVG-30643）
- 『うら天然少女萬NEXT-横浜百夜篇/ANOTHER FACE』（1999年10月20日発売 ポニーキャニオン PCVG-10627 JAN：4988013027602）
美少女アクション『天然少女萬NEXT-横浜百夜篇』メインキャスト5人の素顔と魅力を捉えたドキュメンタリービデオ。
主題歌「夢なら覚めないでほしいよ」のプロモーション・ビデオ収録。

### DVD
- 『天然少女萬NEXT-横浜百夜篇-特別編』（2000年4月5日発売 ポニーキャニオン PCBG-00108 JAN：4988013087606）